# Hegyhátszentjakab
Hegyhátszentjakab község Vas vármegyében, a Körmendi járásban.

## Fekvése
A község a Vasi-Hegyháton, Körmendtől 20 kilométerre délre, Zalalövőtől 7 kilométerre északnyugatra helyezkedik el.
Közigazgatási területén áthalad a Zalaegerszeg nyugati agglomerációjától Zalalövőn át Őriszentpéterig húzódó 7411-es út is, de a lakott területeit csak a jóval kisebb forgalmú és jelentőségű, Nádasd és Felsőjánosfa között húzódó 7447-es út érinti.
2002-től az Őrségi Nemzeti Parkhoz tartozik.

## Története
A falu keletkezéséről és nevének eredetéről sincsenek konkrét adatok, csak mondák maradtak fenn a szájhagyomány útján. Azonban ami biztos, hogy a község már a római korban is lakott volt, ezt bizonyítják a határában az 1970-es években megtalált római sírok. Egyik monda szerint, Szentjakab lakói egykor a Pusztaszentmárton nevű faluban éltek, melyet a törökök pusztítottak el. Lakói ezután Szentgotthárd fele menekültek a törökök elől, de valami miatt ezen a területen találtak menedéket. A falut ezután Kosárházának nevezték, mert holmijukat kosarakban hozták. Ennek a mondának a hitelességére nincsenek bizonyítékok, ráadásul Kosárháza település ma is létezik. Kosárháza a XV. századtól Vas megyében van a muraszombati járasban, "Szent Jakabtól" délre 40 km.-re, a régi Nagy Magyarország Őrvidékének települése. A másik monda szerint, a faluban a török támadások idején egyetlen férfi maradt, akit Jakabnak hívtak, így erről az emberről van a falu elnevezve, de erre sincsenek bizonyítékok. A harmadik monda szerint, 1664-ben egy Jakab nevű vitéz kapta a falut a szentgotthárdi csatában szerzett érdemeiért, így róla kapta a község a nevét. Az ellentmondás ott található, hogy a fennmaradt XVI.-XVII. századi térképeken és az 1664 előtti korabeli írásos feljegyzésekben a település már Szentjakab és Kerekboldogasszonyfalva (Zeinth Jacob et Kereky Bodogasson - Vasmegye birtokviszonyai 1540), Zeinth Jakab (Magyarország Birtokviszonyai 1549), Szent Jakap (Körmendi Uradalom - Úriszék perek 1609), Sct. Jakob, Szent Jakab neveken találhatóak meg.
A települést az írott források 1310-ben említik először, templomának nevét a védőszentjéről kapta, román stílusú. Említések: 1310-ben Szentjakabi Tima fia Gergelyről jegyezték fel, aki részt vett a Szőczeiek birtok beiktatásán. Máshol Telekesi Tima fia és Gergelynek nevezik őket (mnl.gov.hu-DL 92672). 1387-ben egy birtokvita során meghallgatták Szentjakabfalui Gergely fia Petheut és Baso fia Miklóst (DL 43072). 1410-ben Telekesi Baso fia Miklós elzálogosította szentjakabfalui birtoka egy részét, ekkor már malom is működött a Monyoros-patak mentén (DL 12069). 1423-ben Zenth Jacabfalwa néven szerepel egy, a Festetics család keszthelyi levéltárában található oklevélben. 1477-ben egy per során meghallgatták Szentjakabfalu-i Baso Györgyöt és Andrást, a szövegben "Domine nemodicti Plebano Rotundemarie.." Kerekboldogasszonyfalva plébánosát név nélkül említi (DL 67940). 1522-ben Szentjakabfalu-i Baso Gergely zálogba adta kerelboldogasszonyfalvai birtokát Sárffy Imrének (DL 47482). 1552-ben harangot öntöttek a templom számára. Felirata: "Óh dicsőség királya jöjj el hozzánk békével", ekkor a birtokosok már áttértek a református hitre.   
A török hódoltság miatt kettős adózással sújtott faluban az élet egyre nehezebbé vált; többen a Rába vonala fölé költöztek, s a falu pusztulásnak indult. Kerekboldog- asszonyfalva 1563-ban elnéptelenedett a török támadás következtében, templomának romjait elhordták a környékbeliek. A török kiűzése után a régi tulajdonosok nem tudták visszaszerezni birtokaikat, egy akkori forrás szerint a falu szinte lakatlan, temploma romos, tornyában egy harang lakik (UC029-001). 
A község birtokosa az 1530-as években Salm Miklós (pozsonyi főkapitány, magyar királyi hadfőparancsnok, Dobó István egri várkapitány egyik külső csapattestének vezetője) és anyósa, Székely Magdolna volt. Salm Miklós meghalt Eger mellett a törökökkel való csatákban 1550-ben. Ez után  már három főbirtokos család követi egymást a településnek és a hozzá tartozó területeknek tulajdonlásában az 1700-as évekig: Pethő Pál és Pethő János, Telekessy Imre és Sárffy István. A XVIII. század elején egy rövid ideig a gróf Eszterházy család birtoka volt, majd a bárói rangon lévő Sigray család birtokaihoz tartozott a terület (1768). A község történelmében a Sigray család gyakorolta a leghosszabb ideig a földesúri jogokat. Báró Sigray József székhelyét Surányból (Felsősurány) Iváncra helyezte át és ott épített magának kastélyt, mivel szebbnek találta a környéket és jobbnak ítélte meg a földeket. Fiai Sigray Károly (Surány, 1716 – Ivánc,1800) és Sigray Lajos voltak. Báró Sigray Károly vette át apja halála után (1740) a birtokaik kezelését. Felesége Szvetics Zsófia, akinek apját Mária Terézia királynő grófi ranggal tüntette ki, így Sigray Károly is jogosan viselhette a grófi titulust, mint családtag. Két gyermekük született, Sigray József (Kőszeg, 1768 – Ivánc, 1830) és Sigray Jakab (Kőszeg, 1764 – Buda, 1795). A két testvér közül Sigray József volt az alkalmasabb a birtokok és a vagyon kezelésére mert Sigray Jakabot a Martinovics-féle jakobinus összeesküvés tagjaként elfofták és lefejezték 1795-ben. Sigray József után fiára, Sigray Fülöpre (Pest, 1823 – Ivánc, 1883) szállt a vagyon, majd Fülöp fia, Sigray Antal vette kezébe a birtokokat. Sigray Antal politikus (Ivánc, 1879 – New York, 1947), aki egyben a Sigray család utolsó férfi tagja. 1897-ben a Sigray uradalom összterülete Iváncon és a hat másik községben 4949 katasztrális holdat tett ki. Ennek nagyjából háromötöde volt erdő, egyötöde pedig szántó. A gazdaságban 32 cselédet foglalkoztattak. Az állatállomány nem volt túl jelentős: 310 szarvasmarha, 111 juh és 15 ló. 1937-ben már másfajta megvilágításban kaphatunk képet Sigray Antal birtokairól. Iváncon kívül Viszákon, Hegyhátszentmártonban, Hegyhátszentjakabon és a mellette fekvő zalai Csödén, Nagycsákányban, Felsőmarácon és a Tolna megyei Tácon összesen 5504 katasztrális holdat tett ki a földbirtok. A legnagyobb az ivánci gazdaság volt, amelyhez 1518 katasztrális hold tartozott. A művelési ágak szerinti megoszlása a korábbiakhoz képest kisebb mértékben az erdő (667 katasztrális hold) javára és a szántó (444 katasztrális hold) rovására módosult. Az uradalom modernizálása már Sigray Antal kiskorúsága idején megkezdődött. Elsősorban az építkezések üteme és nagyságrendje rendkívüli. A két kastély (1898, 1910), a plébánialak, a főerdész lakás (1911), a templom (1913), hogy csak a legfontosabbakat említsük. Az ifjú mágnás 1906-os és 1907-es évjáratú Mercedes kocsit vásárolt, előbbi csukott, 24 lóerős, a másik nyitott, 50 lóerős automobil volt. Viszonyítás képpen el kell mondani, hogy 1909-ben mindössze tizenegy személyautó szaladgált a megyében! Újdonságnak számított a 2,8 tonnás, Westinghouse márkájú teherautó (1910) is. Politikusként, földbirtokosként és újítóként is maradandót alkotott Sigray Antal.  IV. Károly utolsó magyar király visszatéréséért tett erőfeszítéseit majd a király bújtatását Szombathelyen (1921), Horthy kormányzó és hívei nem néztek jó szemmel, azonban Habsburg Ottó bátorítására országgyűlési képviselő maradt, majd a Felső Ház tagja lett. Birtokait hivatalosan a német megszállásig megtartotta, mindig a békéért szólalt fel, háborúellenes nézetein nem akart soha változtatni. A németek 1944-ben koncentrációs táborba hurcolták, majd betegen sikerült Svájcba szöknie a háború végén,- és onnan Amerikába emigrált. A betegsége nem volt már gyógyítható, így 1947-ben halt meg New York-ban. A család birtokait államosították majd magán kézbe kerültek. Az amerikai örökösök hivatalosan csak 2022-ben mondtak le a család ivánci kastélyáról és birtokaikról, a település javára. 
Érdekességek:
1966-ban a hegyhátszentjakabi templom harangja megrepedt, így a község plébánosa a harangot a Magyar Nemzeti Múzeumnak adományozta, ma is ott van kiállítva.
Vályi András szerint "SZENT JAKAB. Elegyes falu Vas Várm. földes Ura G. Zsigray, lakosai katolikusok, fekszik Szőcséhez nem meszsze, mellynek filiája, határja középszerű, legelője, fája van, szőleje nints.
" 
Fényes Elek szerint "Szent-Jakab, magyar falu, Vas vmegyében, Zala vmegye szélén, 152 kath., 50 evang., 18 ref. lakossal. Határa, mellyhez a Boldogasszony puszta is tartozik, közép termékenységű. Rétje kevés, de legelője roppant, mert 2,300 holdat foglal el. – F. ura gr. Sigray. Ut. p. Rába-Sz.-Mihály."
Vas vármegye monográfiájában "Szent-Jakab 77 házzal és 485 r. kath. és kevés ág. ev. vallású, magyar lakossal. Postája Zala-Lövő, távírója Körmend. Földesurai a Sigray grófok volt."
A falu a helyiek elmondása alapján 4 szerből áll. A patak partjától Felsőjánosfa felé vezető területet a helyiek Devecsernek hívják. A patak partjától elágazó Petőfi Sándor utca területe a Hajósszer. A templom környéki dombon található része a falunak a Keszteszer; itt élt és a mai napig is él több helyi Keszte család. Negyedik, kicsit jobban elkülönülő, viszonylag erdős része a falunak a Szaknyér felé vezető út környékén található Tuplica.

## Közélete

### Tanácselnökei (1950–1990)
- 1973–1990: Tolvaj Rezső (független)

### Polgármesterei (1990 óta)
- 1990–1994: Marton Lajos (független)[7]
- 1994–1998: Marton Lajos (független)[8]
- 1998–2000: Horváth Zsolt (független)[9]
- 2000–2002: Horváth Zsolt (független)[10][11]
- 2002–2004: Horváth Zsolt (független)[12]
- 2004–2006: Kránicz Ferenc (független)[13]
- 2006–2010: Kránicz Ferenc (független)[14]
- 2010–2014: Kránicz Ferenc (független)[15]
- 2014–2019: Kránicz Ferenc (független)[16]
- 2019–2024: Kránicz Ferenc (független)[17]
- 2024– : Kránicz Ferenc (független)[1]

A településen 2000. december 3-án időközi polgármester-választást (és képviselő-testületi választást) tartottak, a korábbi képviselő-testület önfeloszlatása miatt. A választás részletes adatai még tisztázásra szorulnak, de az előző polgármester elindult a választáson és megerősítette pozícióját.
A következő önkormányzati ciklus félidejénél, 2004. október 17-én újabb időközi polgármester-választásra került sor a községben, ezúttal azért, mert az addigi faluvezetőnek – még tisztázást igénylő okból – megszűnt a polgármesteri tisztsége.

## Népesség
A település népességének változása:
| Lakosok száma | 264  | 265  | 265  | 255  | 249  | 261  | 266  |
|               | 2013 | 2014 | 2015 | 2021 | 2022 | 2023 | 2024 |

A 2011-es népszámlálás során a lakosok 75,5%-a magyarnak, 0,7% németnek, 0,4% cigánynak, 0,7% románnak mondta magát (24,5% nem nyilatkozott; a kettős identitások miatt a végösszeg nagyobb lehet 100%-nál). A vallási megoszlás a következő volt: római katolikus 47,6%, református 8,8%, evangélikus 15,8%, felekezet nélküli 3,7% (22,7% nem nyilatkozott).
2022-ben a lakosság 91,6%-a vallotta magát magyarnak, 0,8% németnek, 0,8% egyéb, nem hazai nemzetiségűnek (8,4% nem nyilatkozott; a kettős identitások miatt a végösszeg nagyobb lehet 100%-nál). Vallásuk szerint 37,3% volt római katolikus, 10% evangélikus, 6% református, 1,2% egyéb keresztény, 0,4% egyéb katolikus, 5,2% felekezeten kívüli (39,8% nem válaszolt).

## Nevezetességei
- Szent Jakab apostol tiszteletére szentelt római katolikus temploma a 13. században épült. 1738-ban az Eszterházy család építtette át. berendezése is 18. századi. Egyhajós, szentélye félkör záródású, nyugati homlokzata előtt áll a torony. A 19. században sekrestyével bővítették.
- Határában található a Vadása-tó, kiépített straddal rendelkező üdülőhely. A tó, amely 1968-ban a Vadása-patak vízének mesterséges felduzzasztásával keletkezett, 1971-1972-ben készült el. Solymár Lajos, Halpert Gèza, Dombi Vilmos és Tolvaj Rezső munkájának és a helyi lakosok összefogásának köszönhetően. A tó felvirágoztatása, a tó melletti üdülőszövetkezet megvalósítása, a szolgáltatások megszervezése és kiépítése, munkahelyek létesítése, a Vadása -tó II. kiépítése, a község és a tó kulturális életének fellendítése Tolvaj Rezső tanácselnök 17 évi aktív munkájának köszönhető. A tó kiváló lehetőséget biztosít ma is a pihenni, fürdőzni és horgászni vágyó turisták számára. A környék alkalmas kirándulásra, gyalogos és kerékpáros túrázásra.